# 五色台運動公園
五色台運動公園（ごしきだいうんどうこうえん）は、兵庫県洲本市にある運動公園。通称「アスパ五色」。通称のアスパ (ASPA) は「淡路スポーツパーク」 (Awaji Sports PArk) の略称（頭文字）からつけられている。
2001年に淡路島のスポーツ振興と地域交流を目的として建設・竣工。2006年に開催された第61回国民体育大会 (のじぎく兵庫国体) のサッカー競技の会場となった。

## 施設

### 天然芝グラウンド
- メイングラウンド　68m×105m1面（少年サッカー50m×80mの場合は2面）　3000人収容（うちメインスタンド座席643席）
  - 日本プロサッカーリーグ（Jリーグ）に加盟するFC町田ゼルビア、京都サンガF.C.、セレッソ大阪などがキャンプ地やトレーニングなどで利用した実績を有する[1]。
  - 全国地域サッカーチャンピオンズリーグ（第35回大会など）や関西サッカーリーグなどの開催実績も有する。
  - 　日本クラブユースサッカー選手権大会関西地区予選や、高円宮杯　JFA 全日本U-15サッカー選手権大会関西地区予選や、兵庫クラブユースU-15サッカー選手権や、兵庫県クラブユースU-14新人戦に使われる。

- サブグラウンド　68m×105m1面（少年サッカー50m×80mの場合は2面）　2500人収容（芝生席）
  - 主に兵庫県、関西レベルのクラブユースの試合に使用される。

### 多目的グラウンド
陸上400m、軟式野球・ソフトボール・サッカー2面、少年サッカー4面　ナイター設備有

### その他
- パークゴルフコース18ホール
- 体育館
- 雨天練習場

## ギャラリー

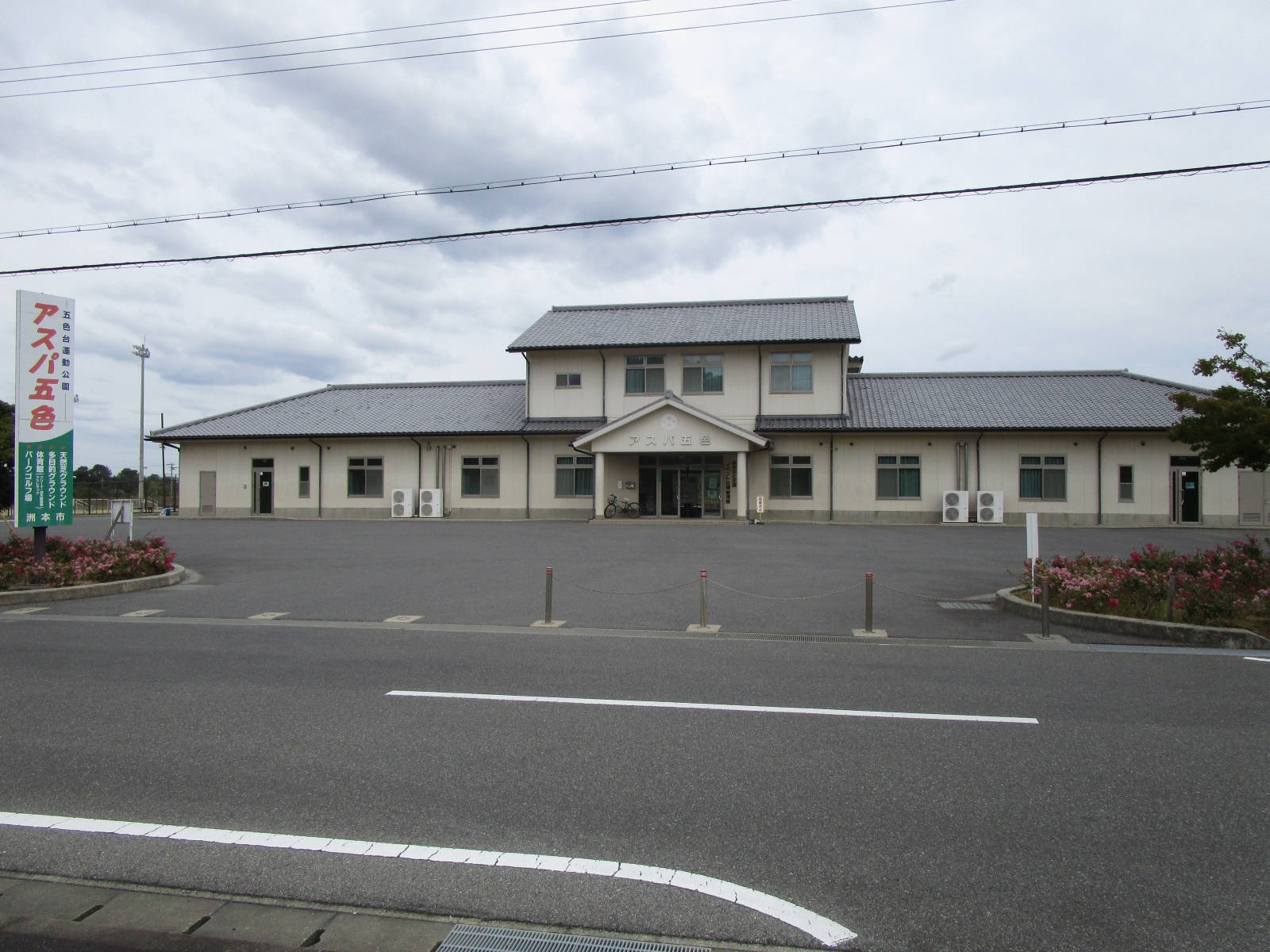
クラブハウス
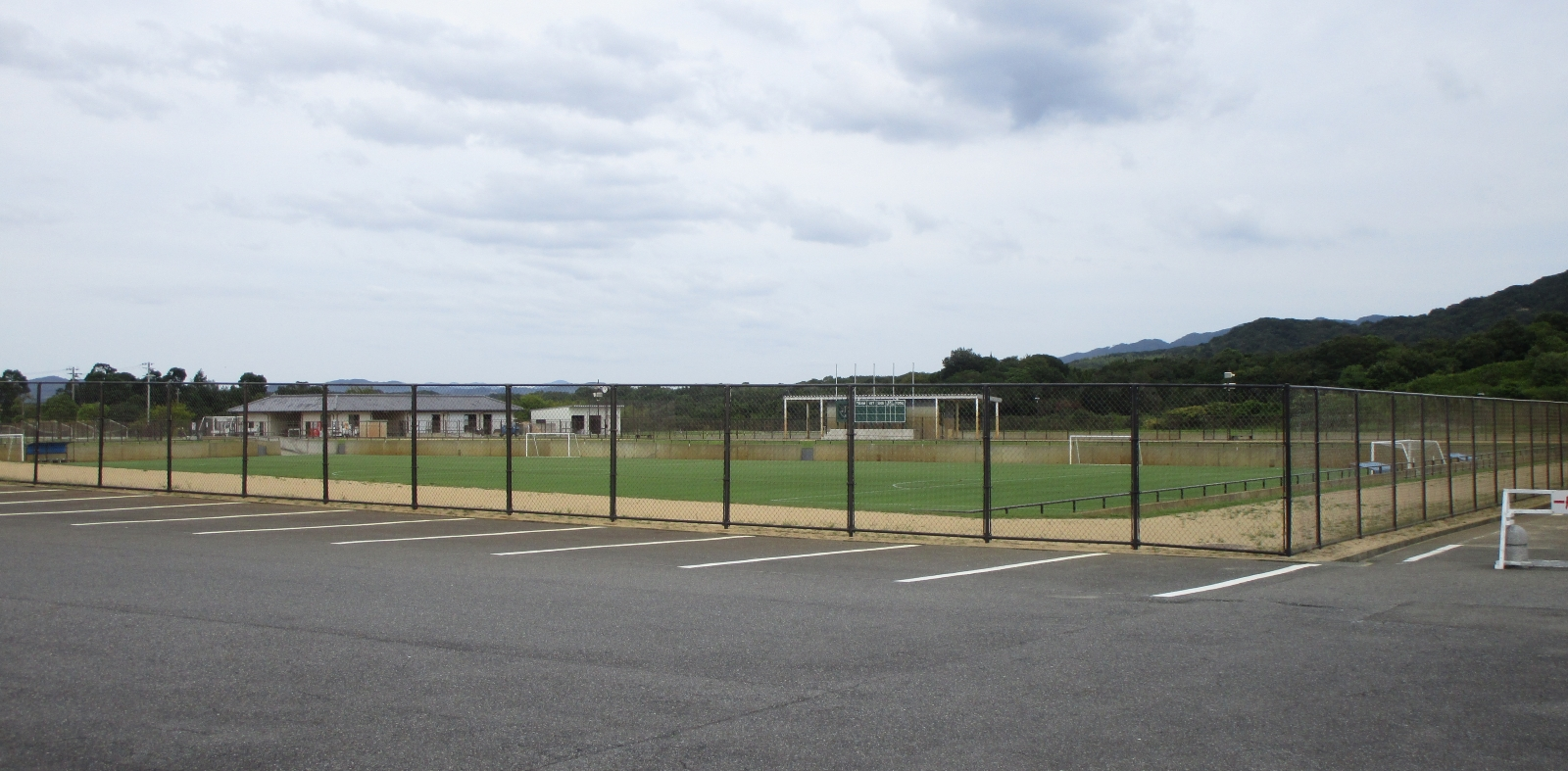
天然芝メイングラウンド
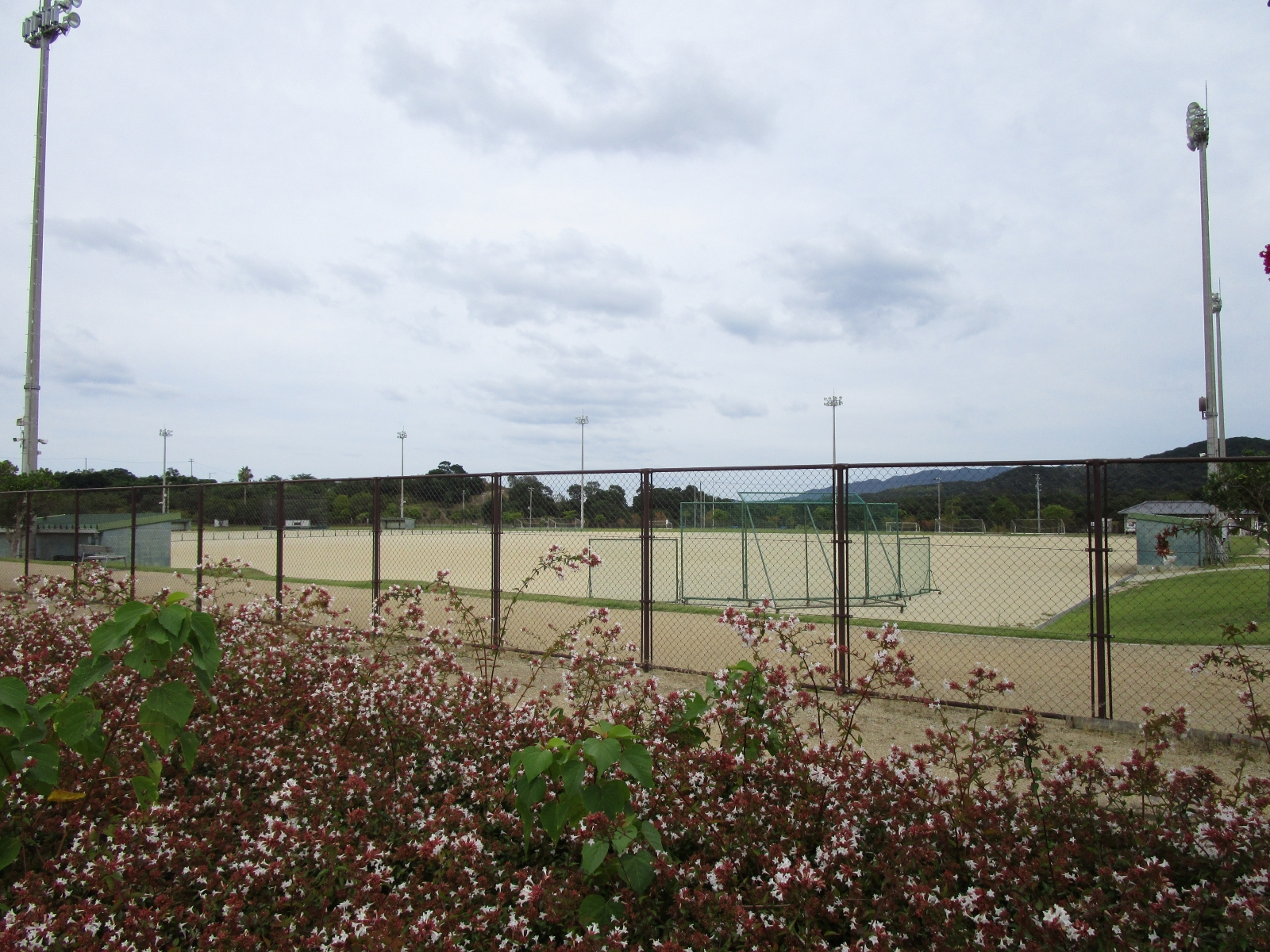
多目的グラウンド
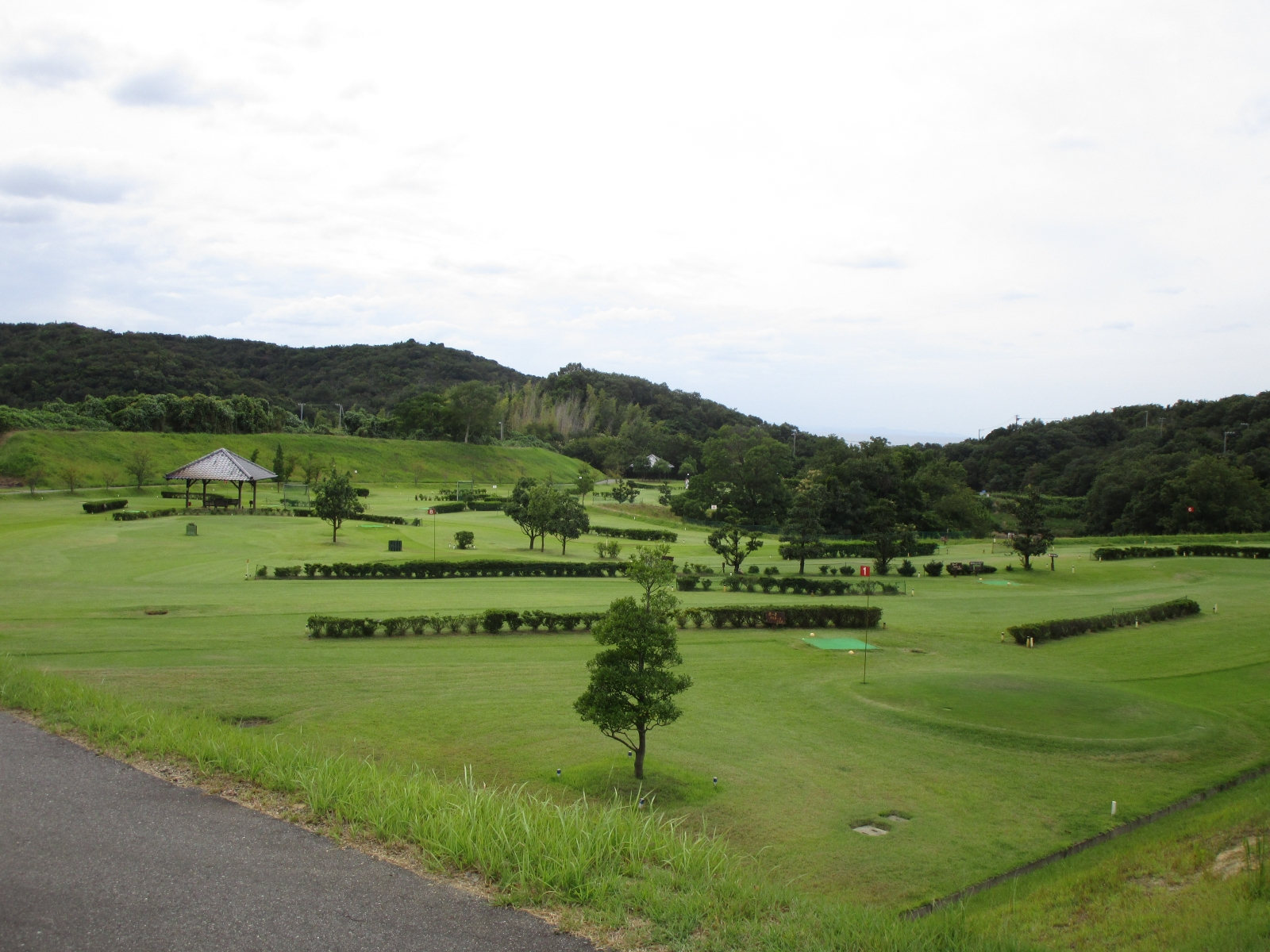
パークゴルフ場
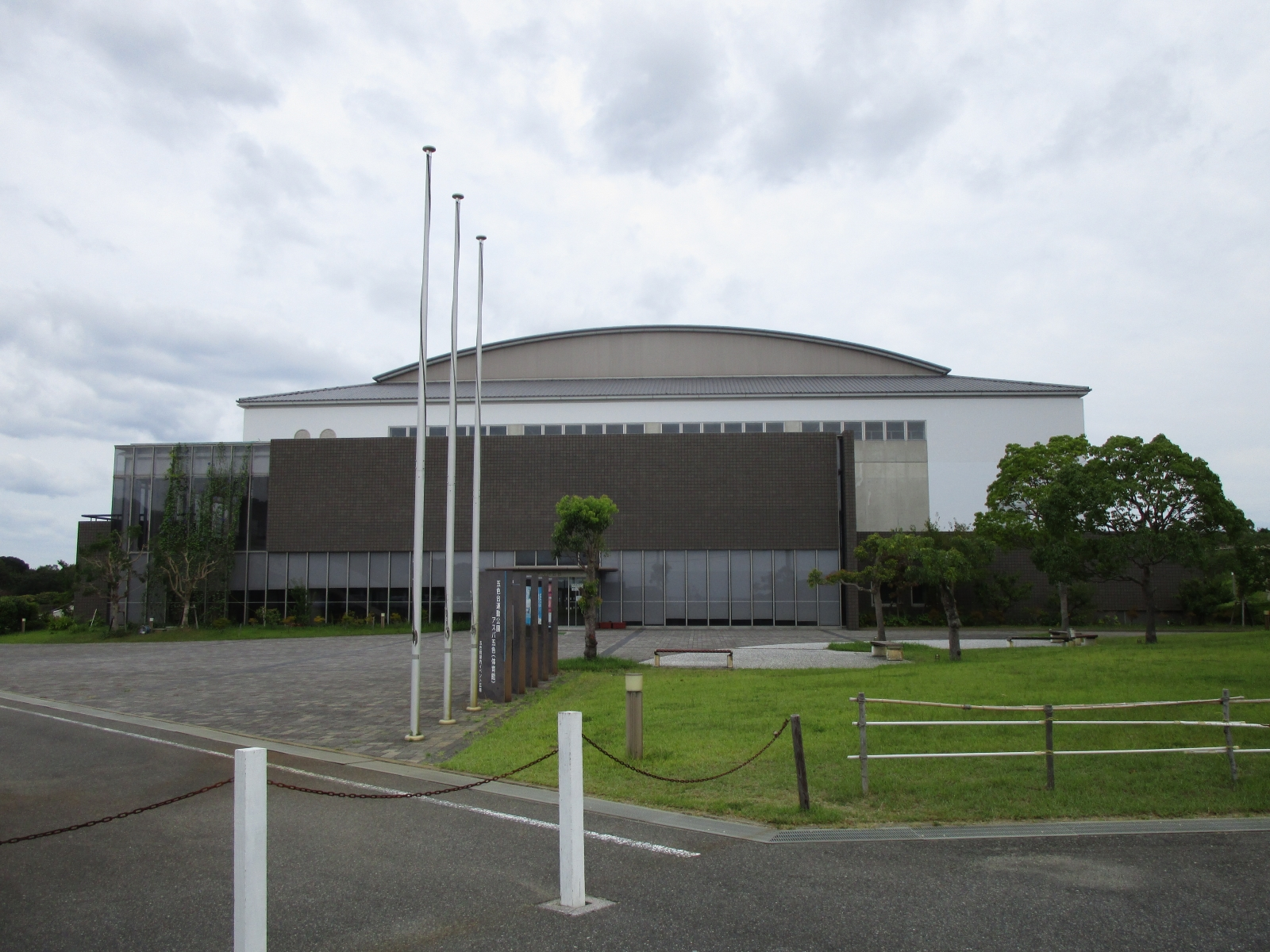
体育館

## アクセス
- 洲本バスセンターから淡路交通バスで鳥飼線「五色浜」停留所で下車、徒歩15分[2]
- 五色バスセンター、西淡志知、陸の港西淡より車で約15分[2]
- 神戸淡路鳴門自動車道・西淡三原インターチェンジより車で15分[2]
- 神戸淡路鳴門自動車道・北淡インターチェンジより車で40分[2]